# Silver Shirts
Die Silver Legion of America war eine auch unter dem Namen Silver Shirts bekannte antisemitische Gruppierung in den Vereinigten Staaten von 1933 bis 1941.

## Geschichte
Die Silver Shirts wurden Anfang 1933 von William Dudley Pelley gegründet. Pelley, ein Journalist und Drehbuchautor, hatte 1928 in einem Artikel im American Magazine von einer angeblich im Jahre 1925 stattgefundenen außerkörperlichen Erfahrung berichtet, bei der er in den Himmel aufgestiegen und Gott und Jesus Christus begegnet sei, die ihn mit der Rettung Amerikas vor dem Kommunismus beauftragt hätten. In der Folge rief Pelley eine Bibelschule, die Foundation of Christian Economics („Stiftung für christliche Wirtschaft“) und den Verlag Galahad Press ins Leben, die seine Anschauungen verbreiten sollten. Die Subskribenten von Pelleys Veröffentlichungen wurden in einer Vereinigung namens Galahad Extension Fellowship zusammengefasst. Zur gleichen Zeit gründete Pelley erstmals eine offen politisch auftretende Organisation, die League for the Liberation („Liga für die Befreiung“) oder League of the Liberators („Liga der Befreier“), die 1933 zur Silver Legion of America umorganisiert wurde. 
Vorbild für die Silver Shirts waren die Schwarzhemden in Italien und die Sturmabteilung im Deutschen Reich. Das Hauptquartier der hierarchisch gegliederten Organisation befand sich in Asheville, North Carolina. Sie verstand sich als „christliche Miliz“; ihre Mitglieder mussten einer protestantischen Konfession angehören und bei Aufnahme in die Organisation einen Eid leisten, sich wie „wahre christliche Soldaten“ zu verhalten. Die Uniform der Silver Shirts bestand aus einem silbernen Hemd mit einem roten Buchstaben L auf der Brust, der für die englischen Wörter love (Liebe), loyalty (Treue) und liberation (Befreiung) stand.
Pelley kommunizierte mit den über die USA verstreuten lokalen Gruppen der Silver Legion über eine Vielzahl von Schriften und Pamphleten, die in Versammlungen der einzelnen Gruppen vorgelesen wurden. Außerdem gab er als offizielles Presseorgan der Bewegung die Zeitschrift Liberation heraus (zuvor unter dem Titel The New Liberator erschienen), in der Pelley zur Lektüre von Henry Fords antisemitischer Schrift Der internationale Jude aufforderte und von spirituellen Botschaften berichtete, die ihm auf übersinnlichem Wege zuteilgeworden seien. Mit der Herausgabe einer weiteren Zeitschrift in Oklahoma City, Oklahoma, die den Titel The Silver Ranger trug, wollte Pelley die Unterstützung der von der Great Depression betroffenen Farmer des Mittleren Westens gewinnen. Die erhoffte Unterstützung blieb weitgehend aus, und Pelley verlegte das Redaktionsbüro des Silver Ranger nach Los Angeles, Kalifornien. Dort knüpfte er Kontakte zu NS-Sympathisantenkreisen, was den Unmut einer nativistischen Strömung innerhalb der Silver Legion erregte, die in der Folge versuchte, Pelley den redaktionellen Einfluss auf den Silver Ranger zu entziehen. Das American Jewish Committee vermutet, dass die NS-Sympathisanten teilweise für die Finanzierung der Silver Shirts verantwortlich gewesen seien.
In den Jahren ihres Bestehens radikalisierten die Silver Shirts sich zunehmend. Pelley forderte seine Anhänger auf, Lebensmittel und Munition zu horten und sich militärische Fertigkeiten anzueignen. Der Einfluss von Juden auf das öffentliche Leben sei mit allen Mitteln zu beseitigen. Ein lokaler Führer der Organisation in Cleveland, Ohio rief zum bewaffneten Aufstand auf, um eine drohende „rote Revolution“ zu verhindern. Die Silver-Shirts-Gruppe von San Diego, Kalifornien hielt militärische Übungen ab, entwendete Waffen aus einem nahegelegenen Marinestützpunkt und plante eine Belagerung der Stadt. Ende der 1930er Jahre musste Pelley vor dem Komitee für unamerikanische Umtriebe des Repräsentantenhauses aussagen. Während Pelley behauptete, seine Forderungen seien nicht als Aufruf zur Gewalt zu verstehen, sagten Zeugen vor dem Komitee aus, Pelley plane die gewaltsame Beseitigung der US-Regierung und seine Organisation sei „revolutionär und militant“ eingestellt.
1934 hatten die Silver Shirts etwa 15.000 – meist aus der Mittelschicht stammende – Mitglieder. Danach sank die Mitgliedszahl, bis sie 1938 noch ca. 5.000 Personen umfasste. Während des Zweiten Weltkriegs löste sich die Bewegung auf.

## Ideologie
Pelley behauptete, eine jüdische Weltverschwörung verfolge den Plan, „christliche“ Regierungen zu stürzen und durch kommunistische Regimes zu ersetzen. Die Verschwörer kontrollierten die US-Notenbank Federal Reserve und stünden hinter der Regierung von Präsident Franklin D. Roosevelt, der die Verfassung der Vereinigten Staaten außer Kraft gesetzt habe. Den Aufstieg Adolf Hitlers deutete Pelley als Zeichen für die bevorstehende Wiederkehr Christi, die er für den 17. September 2001 voraussagte. Die Nazis leisteten Pelley zufolge die „Vorarbeit“ für ein Ereignis, welches in den Vereinigten Staaten zu seiner Vollendung gelangen sollte: eine apokalyptische Schlacht zwischen der „christlichen Miliz“ und dem „internationalen Judentum“, in der Letzterem ein „fürchterliches Schicksal“ zuteilwerden solle.
Für die Silver Legion arbeitete Pelley ein Programm aus, demzufolge in den USA ein Staatssystem etabliert werden sollte, das Pelley als „Christusdemokratie“ bezeichnete: Nach der Beseitigung von Juden, Sozialisten und Kommunisten sollte der Staat wie ein Wirtschaftsunternehmen geleitet werden, dessen Teilhaber die Bürger seien. Alle Gesetzesinitiativen seien der gesamten Bürgerschaft zur Abstimmung vorzulegen. Politische Ämter seien ausschließlich Mitgliedern der „christlichen Miliz“ vorbehalten.

## Wirkung
Pelley und die Silver Legion nahmen zahlreiche Ideen vorweg, die später die Christian-Identity- und die Survival-Bewegung vertraten. Weltanschauliche und personelle Überschneidung bestanden mit den Vertretern des Anglo-Israelismus. Der anglo-israelistische Autor David Davidson, selbst Mitglied der Silver Shirts, beeinflusste mit seinen Ideen Pelleys Weltanschauung. Auch der spätere Gründer der Posse Comitatus, Henry Lamont Beach, gehörte den Silver Shirts an.